# Gołąbek żółciowy

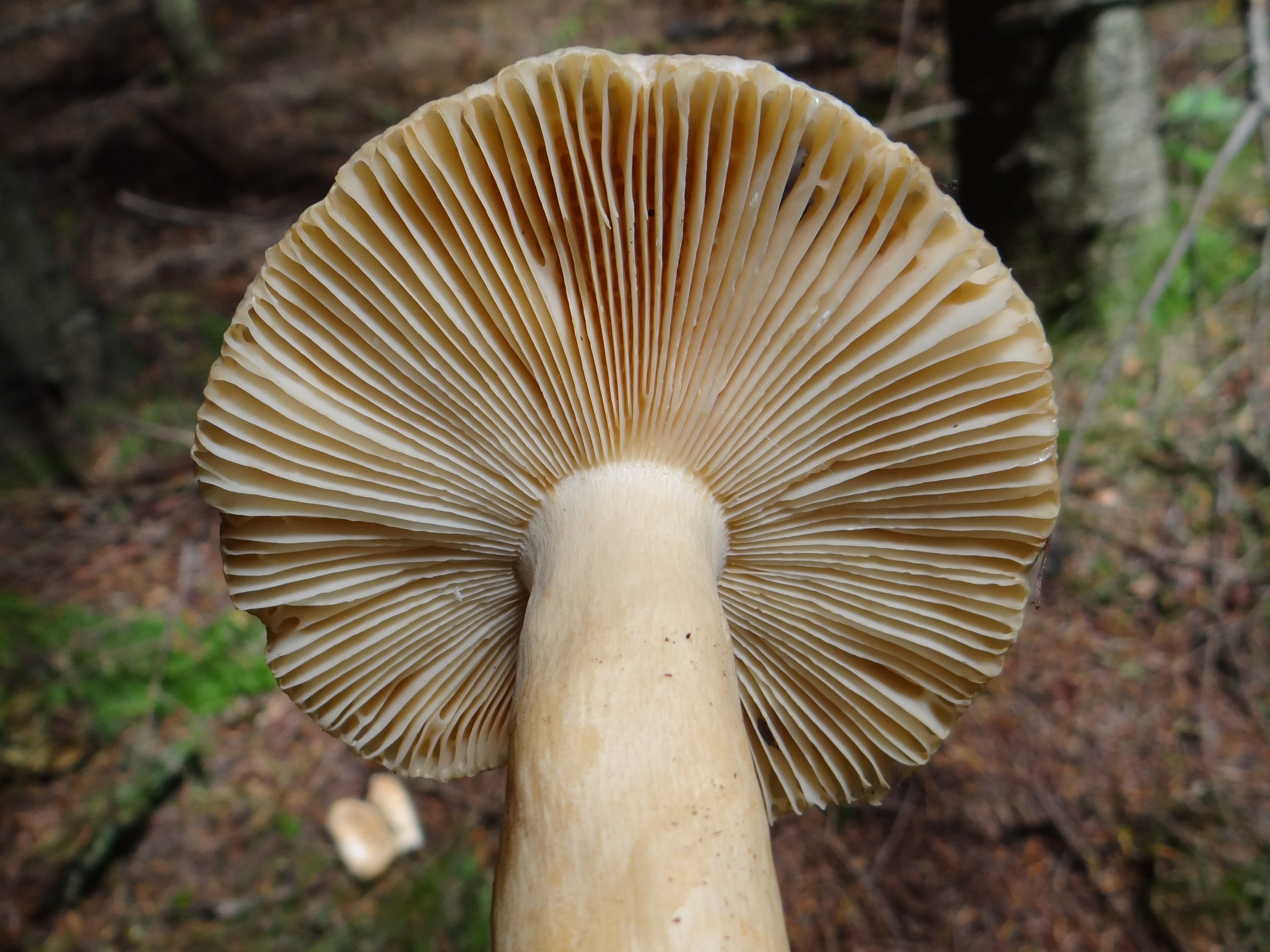

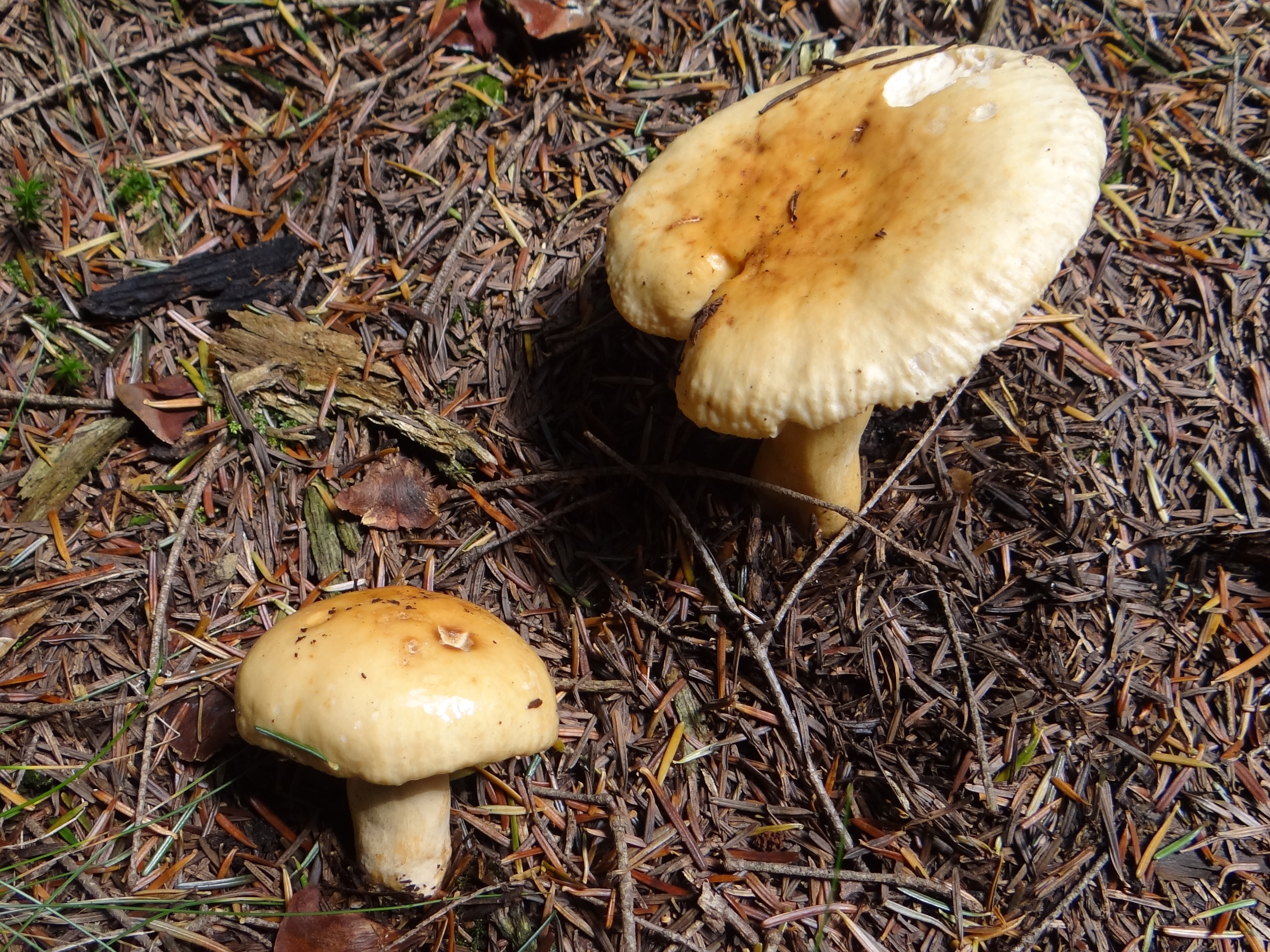

Gołąbek żółciowy (Russula fellea (Fr.) Fr.) – gatunek grzybów należący do rodziny gołąbkowatych (Russulaceae).

## Systematyka i nazewnictwo
Pozycja w klasyfikacji według Index Fungorum: Russula, Russulaceae, Russulales, Incertae sedis, Agaricomycetes, Agaricomycotina, Basidiomycota, Fungi.
Po raz pierwszy takson ten zdiagnozował w 1821 r. Elias Fries, nadając mu nazwę Agaricus felleus. Obecną nazwę nadał mu w 1838 r. ten sam autor, przenosząc go do rodzaju Russula.
Polską nazwę podała Alina Skirgiełło w 1991 r., dawniej gatunek ten opisywany był w polskim piśmiennictwie mykologicznym jako serojeszka skórkowato-żółta.

## Morfologia
Kapelusz
Średnica 5–8 cm, za młodu łukowaty, u dojrzałych okazów płaski o brzegach gładkich lub płytko żłobionych. Skórka cienka, daje się zdzierać tylko przy brzegu. Powierzchnia matowa, w kolorze od słomkowożółtego do miodowobrązowawego, czasami z pomarańczowym odcieniem. Podczas wilgotnej pogody kapelusz jest wilgotny i lepki. Przy ucisku na kapeluszu pojawiają się rdzawobrązowe plamy. Środek jest ciemniejszy od brzegów.
Blaszki
Dość cienkie i gęste, o równej długości, z nielicznymi międzyblaszkami, rzadko rozwidlające się. Są wąski i zaokrąglone przy brzegu, przy trzonie zwężające się i krótko przyrośnięte. Barwa początkowo biaława, później jasnoochrowa.
Trzon
Wysokość 3–7 cm, grubość do 2 cm, walcowaty, w dolnej części maczugowaty. U młodych okazów pełny, u starszych pusty. Kolor nieco jaśniejszy, niż na kapeluszu.
Miąższ
Kruchy, u młodych okazów biały, później słomkowoochrowy. Smak piekący, bardzo ostry, zapach przypominający zapachy musztardy, owoców lub pelargonii.
Cechy mikroskopowe
Wysyp zarodników biały do białokremowego. Zarodniki elipsoidalne, o rozmiarach 7,5–9 × 5,7 μm. Mają brodawkowato-siateczkowatą powierzchnię. Brodawki są tępe, łączniki między nimi delikatne, amyloidalne. Podstawki o rozmiarach 30–50 × 8–10,5 μm. Cystydy liczne, cienkie, maczugowate, czasami posiadające kończyk. Mają rozmiary 55–115 × 5,7–8,5 (10) μm. Pod wpływem sulfowaniliny czernieją. W naskórku znajdują się żółtawo-brązowe (w środku) dermatocystydy, pod wpływem sulfowaniliny szarzejące.
Gatunki podobne
- gołąbek jasnożółty (Russula claroflava). Rośnie tylko pod brzozami i nie występują wśród przedstawicieli tego gatunku okazy o ostrym smaku[3].
- gołąbek brudnożółty (Russula ochroleuca) jest większy, nie ma wyraźnego zapachu i nie jest w smaku tak ostry[3].

Morfologicznie trudno rozróżnić gołąbka żółciowego od tych dwóch podobnych, żółto ubarwionych gołąbków, zwłaszcza gołąbka brudnożółtego. Wskazówką może być silniejsze wybarwienie środka kapelusza u gołąbka żółciowego, oraz fakt, że gołąbka żółciowego cechuje niewielka różnica barw między brzegiem kapelusza a blaszkami (u gołąbka brudnożółtego jest ona wyraźna). Definitywnie można to rozstrzygnąć próbą smakową; gołąbek żółciowy powoduje w ustach nieznośne pieczenie.

## Występowanie i siedlisko
Występuje w Europie i wschodniej części USA. W Polskim piśmiennictwie mykologicznym opisany na licznych stanowiskach na terenie całego kraju. Jest pospolity, praktycznie nie istnieje las bukowy, w którym nie występowałby ten gatunek gołąbka. Nie jest jednak tak pospolity, jak gołąbek brudnożółty.
Grzyb mykoryzowy. Pojawia się od sierpnia do listopada, zarówno w lasach liściastych, jak iglastych. Szczególnie częsty jest pod bukami, dębami i świerkami. Występuje pod różnymi gatunkami drzew, najczęściej jednak w lasach bukowych.

## Znaczenie
Jest trujący, wywołuje zaburzenia żołądkowo-jelitowe (m.in. wymioty, biegunkę). Na Ukrainie jednak uważany jest za grzyb jadalny. Dla grzyba tego (i innych, podobnie gorzkich gatunków grzybów wywołujących zaburzenia żołądkowo-jelitowe) stosowano specjalny sposób obróbki pozbawiający ich gorzkiego smaku i trujących własności. Najpierw gotowano go przez dłuższy czas i odlewano wodę, przez co tracił własności trujące, jednak nadal nie nadawał się do spożycia, gdyż jego ostry smak przechodzi w gorycz. Następnie przez kilka tygodni poddawano go kiszeniu w beczkach, podobnie jak kapustę. Po takim kiszeniu tracił ostry smak i nadawał się do spożycia.